# Boston-Marathon 1949
| 53. Boston-Marathon    | 53. Boston-Marathon           |
| ---------------------- | ----------------------------- |
| Stadt                  | Boston, Vereinigte Staaten    |
| Datum                  | 19. April 1949                |
| Distanz                | 41,1 – 42,2 Kilometer         |
| Sieger                 |                               |
| Männer                 | Gösta Leandersson (2:31:50 h) |
| ← Boston-Marathon 1948 | Boston-Marathon 1950 →        |
| Website                | Offizielle Website            |

Der Boston-Marathon 1949 war die 53. Ausgabe der jährlich stattfindenden Laufveranstaltung in Boston, Vereinigte Staaten. Der Marathon fand am 19. April 1949 statt. Die Laufdistanz betrug zwischen 41,1 und 42,2 Kilometer.
Es gewann Gösta Leandersson in 2:31:50 h.

## Ergebnis
| Platz | Athlet            | Land               | Zeit (h) |
| ----- | ----------------- | ------------------ | -------- |
| 01    | Gösta Leandersson | Schweden           | 2:31:50  |
| 02    | Victor Dyrgall    | Vereinigte Staaten | 2:34:42  |
| 03    | Louis White       | Vereinigte Staaten | 2:36:48  |
| 04    | John A. Kelley    | Vereinigte Staaten | 2:38:07  |
| 05    | Bernard Joe Smith | Vereinigte Staaten | 2:38:30  |
| 06    | Gérard Côté       | Kanada             | 2:42:55  |
| 07    | Fran Austin       | Vereinigte Staaten | 2:43:28  |
| 08    | Tom Jones         | Vereinigte Staaten | 2:44:05  |
| 09    | Andrew Neidling   | Vereinigte Staaten | 2:44:31  |
| 10    | Paul Collins      | Kanada             | 2:45:11  |